# Knocklayd
Le Knocklayd, en irlandais Cnoc Leithid, est un sommet du Royaume-Uni situé en Irlande du Nord, juste au sud de Ballycastle. Il culmine à 514 mètres d'altitude avec une proéminence de 389 mètres ce qui en fait un marilyn. De forme conique, il comporte à son sommet un cairn appelé Carn an Truagh.